# Sis dies de Filadèlfia
Els Sis dies de Filadèlfia era una cursa de ciclisme en pista, de la modalitat de sis dies, que es corria a Filadèlfia (Estats Units d'Amèrica). La seva primera edició data del 1902 i van haver de passar trenta anys fins a celebrar-se de nou. L'últim any que es van córrer va ser el 1937. Alfred Letourneur, amb dues victòries, fou el ciclista que més vegades guanyà la cursa.

## Palmarès
| Any      | Primers                                 | Segons                         | Tercers                            |
| -------- | --------------------------------------- | ------------------------------ | ---------------------------------- |
| 1902     | Howard Freeman · Otto Maya              | Jack McCarton · Ben Munroe     | George Leander · John Rutz         |
| 1903-31  | No disputats                            |                                |                                    |
| 1932 (1) | Marcel Guimbretière · Alfred Letourneur | George Dempsey · William Peden | Willie Grimm · Norman Hill         |
| 1932 (2) | Willie Grimm · Edoardo Severgnini       | Harry Horan · Fred Spencer     | Gérard Debaets · Alfred Letourneur |
| 1933     | No disputats                            |                                |                                    |
| 1934     | Gérard Debaets · Alfred Letourneur      | George Dempsey · Bobby Thomas  | Robert Walthour Jr · Fred Spencer  |
| 1935-36  | No disputats                            |                                |                                    |
| 1937     | Jules Audy · Henri Lepage               | Harold Nauwens · Henry O'Brien | Tommy Flynn · Fred Spencer         |